# Муди, Джеймс
Джеймс Муди (англ. James Moody; 26 марта 1925, Саванна, Джорджия, США — 9 декабря 2010, Сан-Диего, Калифорния, США) — американский джазовый саксофонист и флейтист. Один из первых свинговых музыкантов, присоединившихся к бибопу.

## Биография
Отец музыканта играл на трубе в оркестре Тини Брэдшоу и привил сыну любовь к джазу. В 1943—1946 гг. входил в оркестр военно-воздушных сил США, а в 1946 — в биг-бэнд Диззи Гиллеспи. Дебютный альбом записал в 1948 году.
В 1948—1951 гг. жил в Париже, выступал с гастролировавшими американскими составами (с Майлзом Дэвисом, Тэдом Дамероном, Максом Роучем). Вернувшись в США, организовал септет (1951—1962), в котором в основном играл на флейте. Наибольшей популярности достиг в 1963—1968 гг., выступая в квинтете и биг-бэнде Гиллеспи. Также играл с Квинси Джонсом, Би Би Кингом.
В 1970-е годы играл в биг-бэндах Лас-Вегаса. Аккомпанировал эстрадным вокалистам. Самым известным и популярным хитом Муди считается «Moody’s Mood for Love» 1949 года — обработка баллады «I’m in the Mood for Love» 1935 года.
Автор более 50 сольных альбомов. Выдвигался на соискание четырёх самых престижных в США музыкальных премий «Грэмми». Джеймс Муди в июне 2005 года побывал в Москве, где поучаствовал «Джаз детям» в Московском Доме музыки.

## Альбомы
- James Moody - Hi Fi Party (1955)
- James Moody - Return from Overbrook (1958)
- James Moody, Al Cohn - Too Heavy For Words (1971)
- Keith Jarrett - Nude Ants (1980)
- James Moody - Young At Heart (1996)
- James Moody - Homage (2003)
- James Moody, Hank Jones - Our Delight (2008)